# LET L-23
LET L-23 Super Blaník是一款全金屬制，懸臂式高單翼滑翔機，主要用在飛行訓練上。L-23是改良自LET L-13，為了節省重量，機翼並沒有配上襟翼，但保留了空中煞車系統。此外，飛機把尾翼改設在垂直尾翼頂部，採用T型尾翼設計。

## 性能
基本信息
- 机组：2

性能